# Улица Сокольническая Слободка
У́лица Соко́льническая Слобо́дка (ранее также — у́лица Соко́льничья Слобо́дка, до второй половины XIX века — Прое́зжий переу́лок) — улица, расположенная в Восточном административном округе города Москвы на территории района Сокольники.

## История
Улица получила современное название (и его более ранний вариант улица Соко́льничья Слобо́дка) по располагавшейся здесь в XVII—XVIII веках слободке, где проживали сокольники, содержащие и обучавшие соколов для царской охоты. До второй половины XIX века носила название Прое́зжий переу́лок по своей функции.

## Расположение
Улица Сокольническая Слободка проходит от улицы Сокольнический Вал на юго-восток, пересекает Песочный переулок, с юго-запада к улице примыкает Сокольнический переулок, улица проходит далее до Русаковской улицы. Нумерация начинается от улицы Сокольнический Вал.

## Примечательные здания и сооружения
По нечётной стороне:
По чётной стороне:

## Транспорт

### Наземный транспорт
У северного конца проезда расположены остановка «Дворец спорта Сокольники» автобусов е66, 78, с675, 975 (на улице Сокольнический Вал), остановка «Метро „Сокольники“» автобусов е66, 40, 78, 140, 265, с675, 975 (на Сокольнической площади), остановка «Песочный переулок» автобусов 265, 975 (на улице Сокольническая Слободка), у южного — остановка «1-я Сокольническая улица» автобуса т32 (на улице Гастелло).

### Метро
- Станция метро «Сокольники» Сокольнической линии и «Сокольники» Большой кольцевой линии (соединены переходом) — восточнее улицы, на Сокольнической площади